# Xanthophyllum ceraceifolium
Xanthophyllum ceraceifolium är en jungfrulinsväxtart som beskrevs av V. d. Meijden. Xanthophyllum ceraceifolium ingår i släktet Xanthophyllum och familjen jungfrulinsväxter. Inga underarter finns listade i Catalogue of Life.